# 뉴욕의 관광

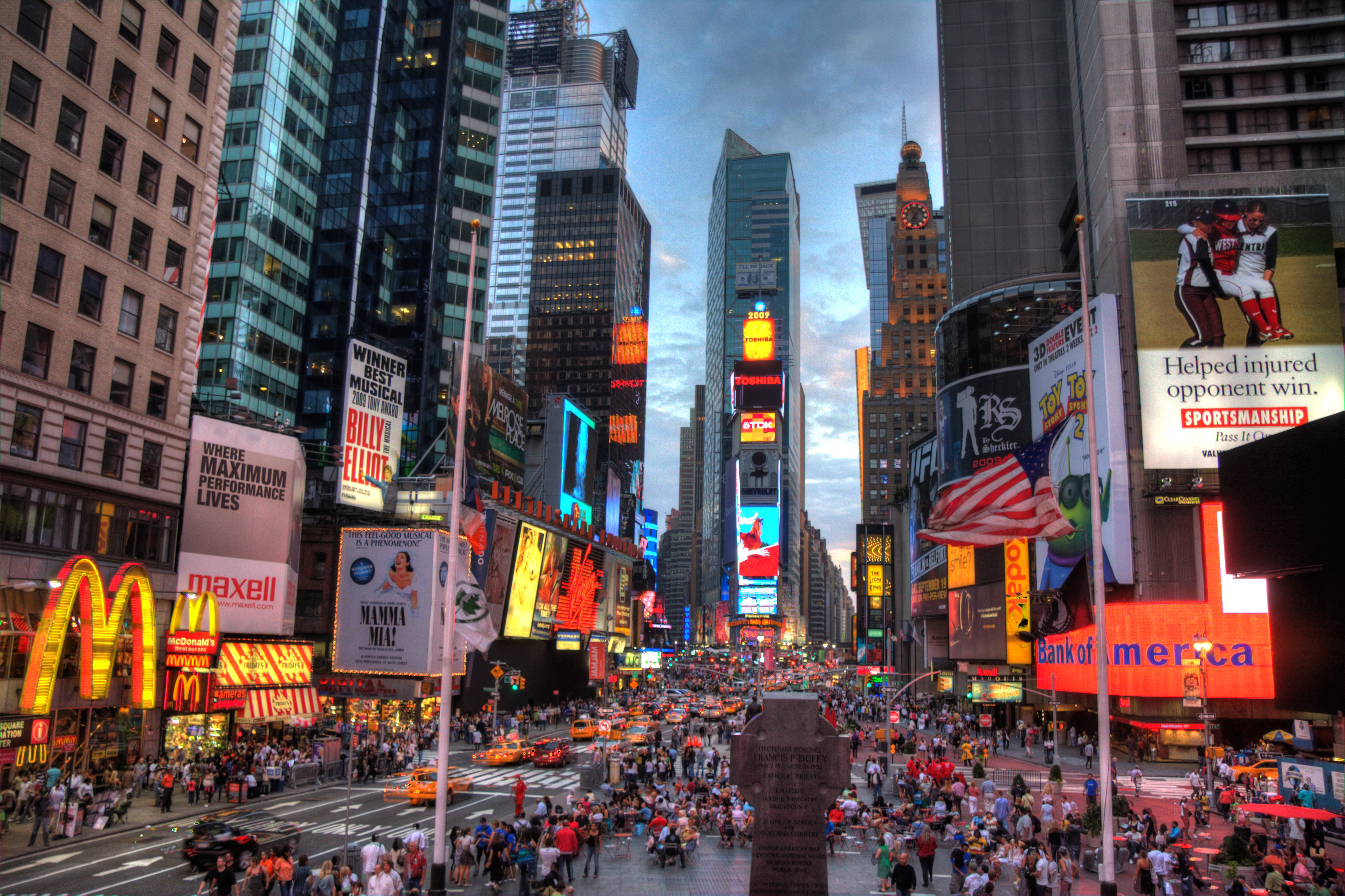
타임스 스퀘어는 미국에 있는 관광지 중 관광객이 가장 많이 찾는 관광지 중 하나이다.

뉴욕의 관광 산업은 뉴욕에서 가장 중요한 산업 중 하나이다. 뉴욕에는 매년 4,700만명의 이상의 외국인 및 미국인이 방문한다. 유명한 관광지로는 엠파이어 스테이트 빌딩, 엘리스섬, 브로드웨이 극장, 메트로폴리탄 박물관과 같은 많은 박물관, 미술관, 센트럴 파크, 워싱턴 스퀘어 파크, 록펠러 센터, 타임스 스퀘어, 브롱크스 동물원, 코니아일랜드, 뉴욕 식물원 등이 있다. 또한 5번가와 매디슨 로에서 다양한 쇼핑을 할 수 있다. 또한 그리니치 빌리지에서는 할로윈 퍼레이드, 트라이베카 영화제 등 여러 축제, 행사도 개최된다. 자유의 여신상은 유명한 관광지이자 미국에서 가장 유명한 상 중 하나이다.
2010년에는 4,900만명의 관광객이 뉴욕을 방문했으며, 2011년에는 5,000만명을 넘었다.

## 주요 관광 명소

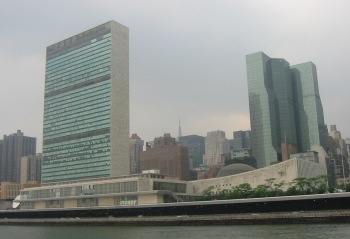
유엔 본부

- 건축물
  - 자유의 여신상
  - 엠파이어 스테이트 빌딩
  - 유엔본부
  - 센트럴파크
  - 메트로폴리탄 미술관
  - 크라이슬러 빌딩
  - 뉴욕 현대미술관(MoMA)
  - 뉴욕 시립 도서관
  - 미국 자연사 박물관

- 명소
  - 소호
  - 타임 스퀘어

- 9.11테러로 사라진 관광 명소
  - 세계 무역 센터

## 같이 보기
- I Love New York
- 뉴욕의 빌딩, 경관, 기념물 목록
- 뉴욕의 공원
- 뉴욕의 박물관 및 문화 시설 목록
- 뉴욕의 호텔